# Roger Vialleron
Roger Vialleron (* 16. Januar 1926 in Saint-Étienne; † 10. November 2016 in Olonne-sur-Mer) ist ein ehemaliger französischer Fußballspieler.

## Karriere
Vialleron wurde 1948 in den Erstligakader der AS Saint-Étienne aufgenommen; als Ergänzungsspieler debütierte er in der höchsten französischen Spielklasse, kam aber nicht über vier Einsätze hinaus. In seiner zweiten Spielzeit lief er hingegen regelmäßig auf. Trotz alledem musste er den Klub 1950 verlassen und fand 1951 in der AS Monaco einen neuen Arbeitgeber. Bei dem Verein, der trotz seiner Zugehörigkeit zum Fürstentum Monaco am französischen Ligensystem teilnimmt, schaffte Vialleron in der Zweitligamannschaft nicht den Sprung zum Stammspieler. 
Dennoch erhielt er 1952 die Chance zu einem Wechsel in die erste Liga, als er beim Stade Rennes unterschrieb; in Rennes stand er dank seiner Vielseitigkeit im Mittelfeld zudem wieder häufiger auf dem Platz. 1953 musste er mit dem Verein den Abstieg in die Zweitklassigkeit hinnehmen und gehörte zwei Jahre lang dieser Spielklasse an, bevor er 1955 mit 29 Jahren seine Laufbahn beendete; insgesamt bestritt er 48 Erstligapartien mit zwei Toren und 49 Zweitligapartien mit vier Toren.